# 名越駅
名越駅（なごせえき）は、大阪府貝塚市名越にある水間鉄道水間線の駅である。

## 歴史
- 1925年（大正14年）12月24日：開業。
- 1926年（大正15年）1月30日：当駅 - 水間（現・水間観音）間の延伸により中間駅となる。
- 1985年（昭和60年）12月18日：無人化。
- 1993年（平成5年）6月4日：駅舎解体。

## 駅構造
島式ホーム1面2線を持つ地上駅。中間駅で唯一交換設備を有するため、終日この駅で列車交換が行われる。なお、駅に入場するには、駅南東側（水間観音方面行きの線路上）にある構内踏切を渡り、スロープを登る形となる。

### のりば
| 番線 | 路線    | 方向 | 行先         |
| ---- | ------- | ---- | ------------ |
| 1    | ■水間線 | 上り | 貝塚方面     |
| 2    | ■水間線 | 下り | 水間観音方面 |

付記事項
- かつては駅舎を併設し、駅員の配置も行われていた。なお、駅員の配置は1985年（昭和60年）に廃止（無人駅となる）され、駅舎は1993年（平成5年）に解体された（※ともに前述）。
- 2009年（平成21年）6月1日のPiTaPa対応・ワンマン化以降も、当駅にはICカードリーダー等を設置する予定はなく、運賃精算には車内の整理券発行機・運賃回収箱・ICカードリーダーを使用することとなる。昔は仮設のトイレが設置されていたが、現在は閉鎖されている。

## 利用状況
「大阪府統計年鑑」によると、2019年（令和元年）次の1日平均乗降人員は423人（乗車人員：218人、降車人員：205人）である。
近年の1日平均乗降人員推移は下記の通り。
| 年次   | 1日平均 乗降人員 | 1日平均 乗車人員 | 出典   |
| ------ | ---------------- | ---------------- | ------ |
| 2010年 | 387              | 198              | [ 1 ]  |
| 2011年 | 378              | 193              | [ 2 ]  |
| 2012年 | 362              | 185              | [ 3 ]  |
| 2013年 | 431              | 221              | [ 4 ]  |
| 2014年 | 427              | 220              | [ 5 ]  |
| 2015年 | 451              | 232              | [ 6 ]  |
| 2016年 | 429              | 221              | [ 7 ]  |
| 2017年 | 432              | 223              | [ 8 ]  |
| 2018年 | 436              | 225              | [ 9 ]  |
| 2019年 | 423              | 218              | [ 10 ] |

## 駅周辺
駅の南東側には工場が立ち並んでいる。
- 大豊製鋼所
- カツラギロジテム
- 全日本玉入れ協会 関西協会事務局[11]
- 貝塚警察署名越交番
- 千石堀城
- 大阪府道40号岸和田牛滝山貝塚線

## 隣の駅
水間鉄道
■水間線
清児駅 - 名越駅 - 森駅